# Paratetrapedia xanthina
Paratetrapedia xanthina là một loài Hymenoptera trong họ Apidae. Loài này được Moure mô tả khoa học năm 1994.